# Marc Vergilià Pedó
Marc Vergilià Pedó (en llatí Marcus Vergilianus Pedo) va ser un magistrat romà del segle ii.
Va ser nomenat cònsol l'any 115 juntament amb Luci Vipstà Messal·la.